# (15841) Yamaguchi
(15841) Yamaguchi est un astéroïde de la ceinture principale.

## Description
(15841) Yamaguchi est un astéroïde de la ceinture principale. Il fut découvert le 27 juillet 1995 à Kuma Kogen par Akimasa Nakamura. Il présente une orbite caractérisée par un demi-grand axe de 3,14 UA, une excentricité de 0,32 et une inclinaison de 20,3° par rapport à l'écliptique.

## Compléments